# Modřín v mezích nad kynologickým cvičištěm
Modřín v mezích nad kynologickým cvičištěm (modřín opadavý) je památný strom rostoucí na okraji cípu lesa na svahu přibližně jižně od Vrbna pod Pradědem (okres Bruntál), v mezích nad kynologickým cvičištěm. Přístup ke stromu je poměrně obtížný. Na mapy.cz zakreslená úvozová cesta začínající u ulice Střelniční ve Vrbně pod Pradědem, o délce necelých 600 metrů a vedoucí přímo ke stromu, je zarostlá náletovými dřevinami a zcela neprůchodná. Modřín roste v nadmořské výšce přibližně 641 metrů.

## Základní údaje
- Druh: modřín opadavý (též modřín evropský, Larix decidua Mill.).
- Chráněným stromem byl vyhlášen 19. srpna 2001. Revize vyhlašovací dokumentace proběhla 10. července 2024.[1]
- Obvod kmene: neuveden.
- Výška stromu: neuvedena.
- Odhadované stáří stromu: neuvedeno.
- Poloha: 50°7′ s. š., 17°21′53″ v. d.

## Výhledy od stromu
V bezprostřední blízkosti stromu se otevírají pěkné výhledy na okolní horskou krajinu. 

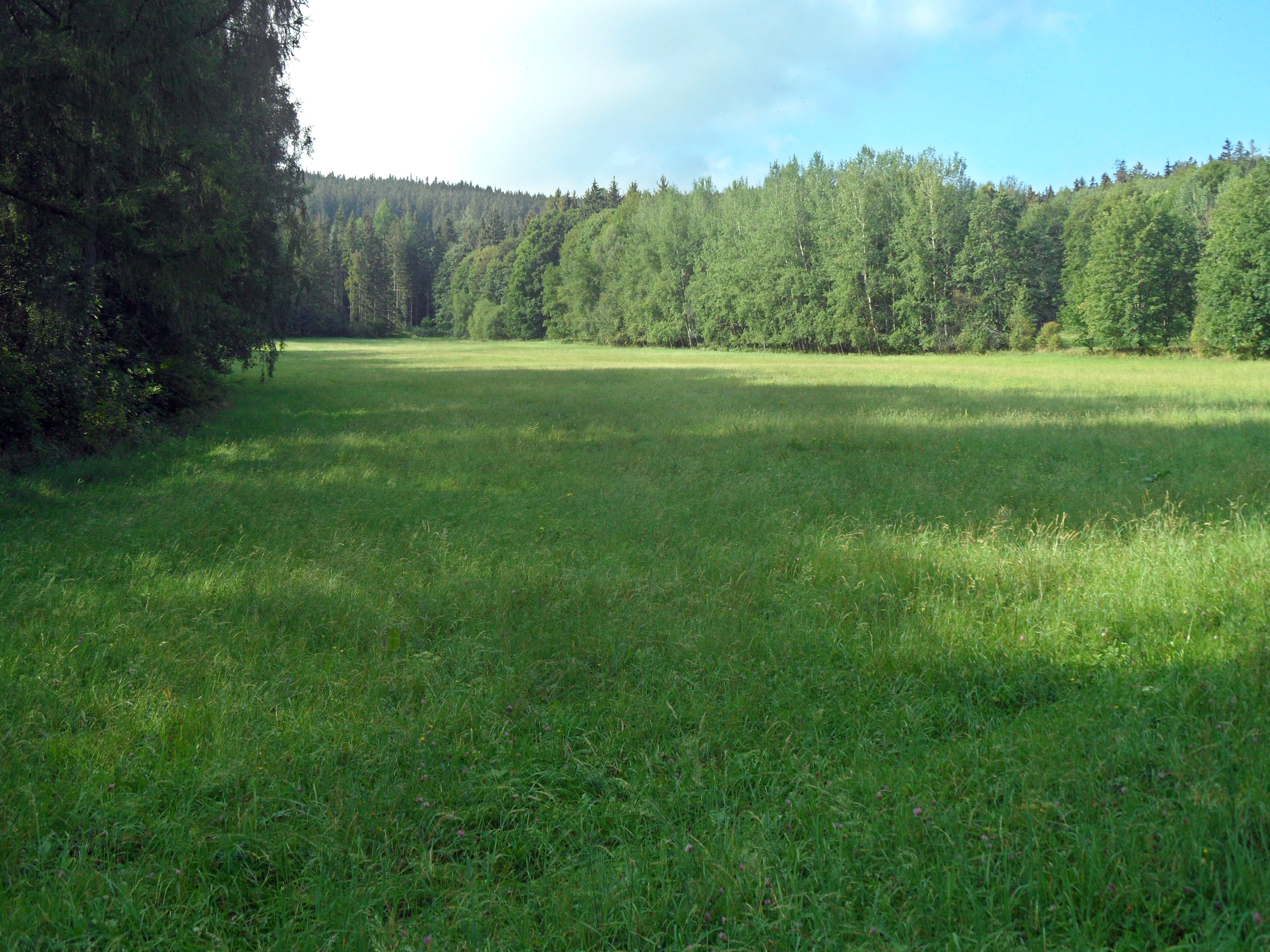
Výhled jižním až JZ směrem (do svahu nad modřínem)
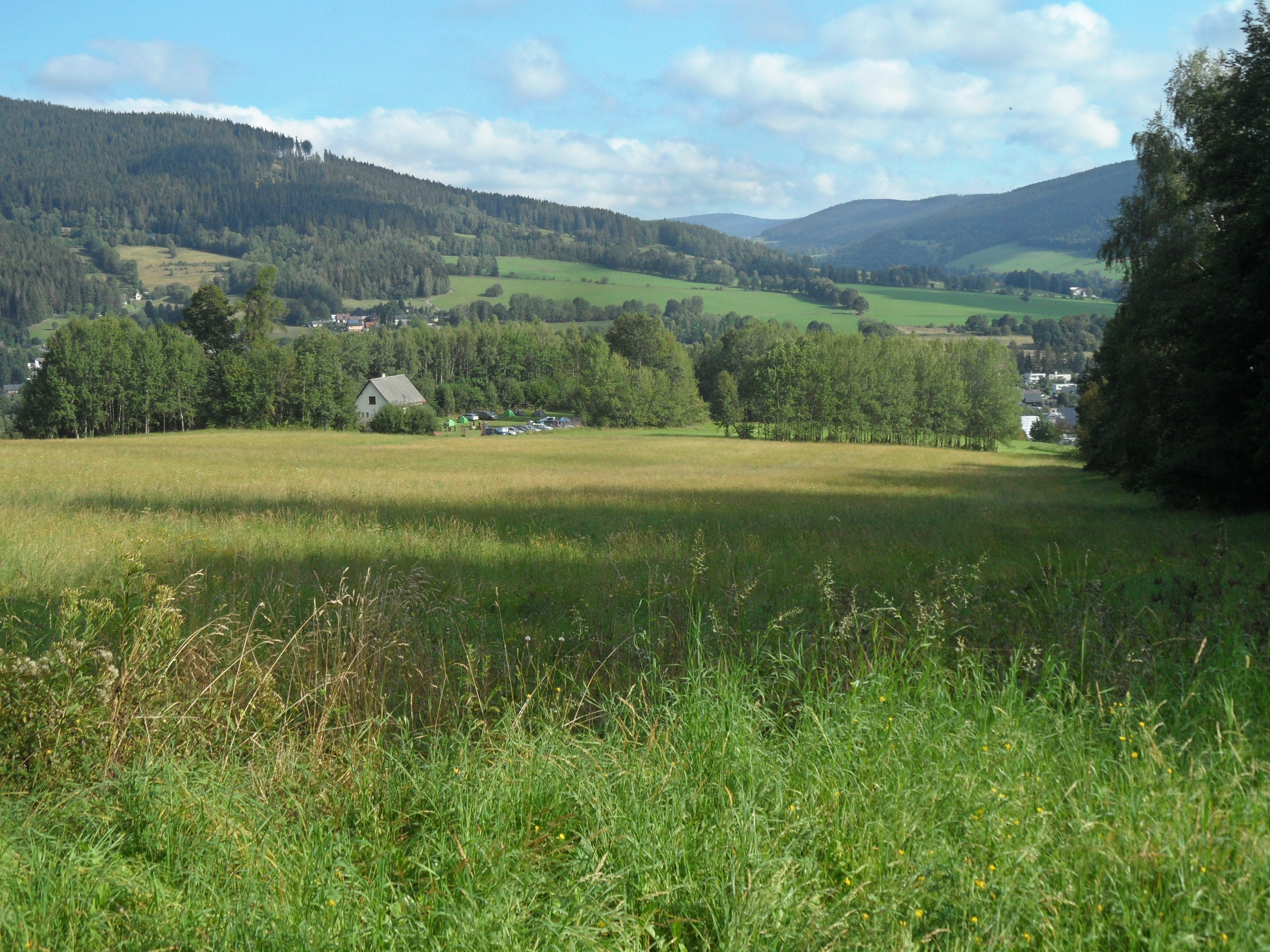
Výhled směrem k Zámecké hoře
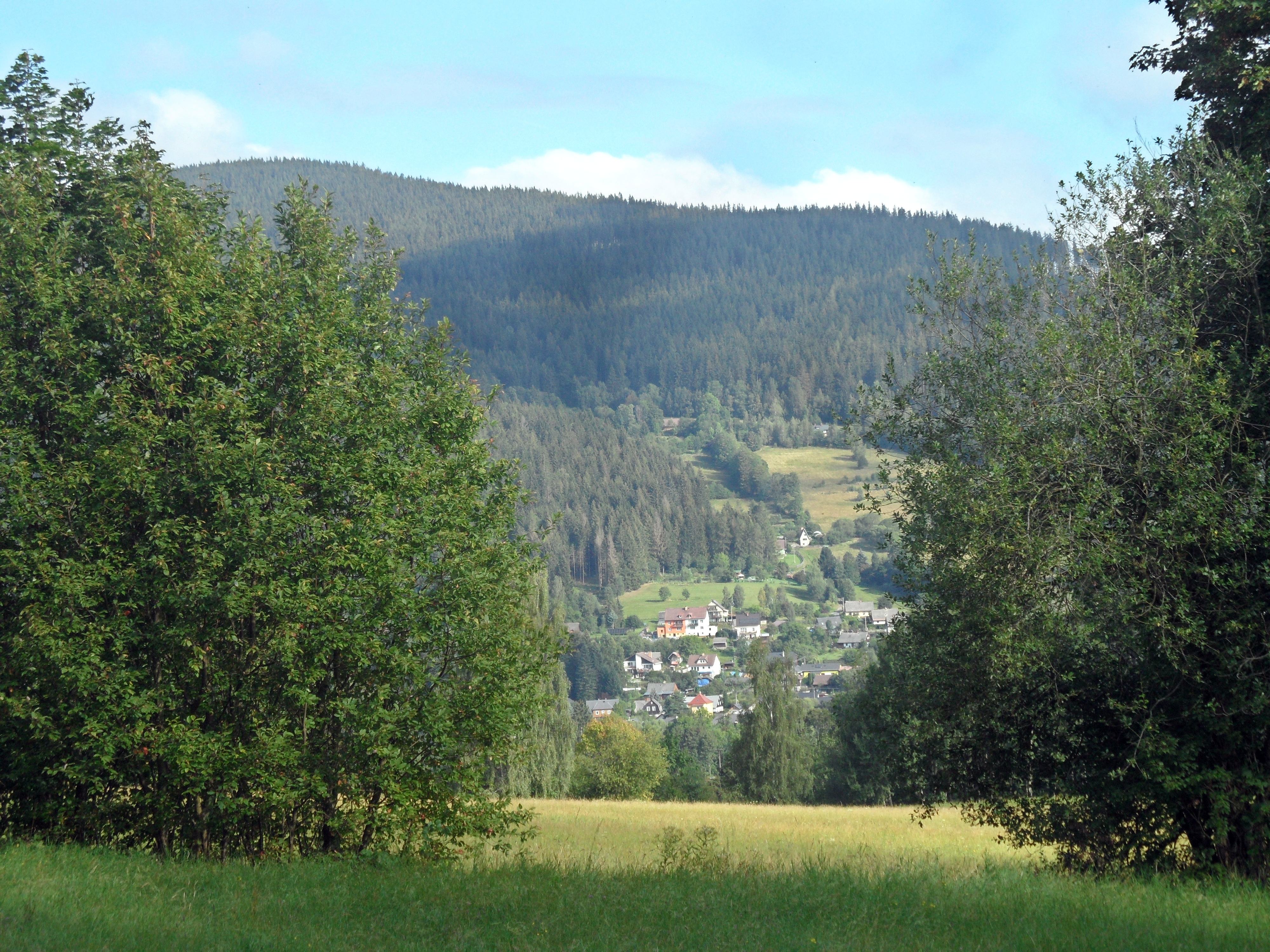
Průhled od modřínu

## Výhled na Vrbno
Samotné Vrbno pod Pradědem není od modřínu viditelné, protože tomu brání cíp lesa vedoucí od modřínu přibližně severním směrem. Pokud však sejdeme o několik desítek metrů níže, otevírají se pěkné výhledy také na město Vrbno pod Pradědem.

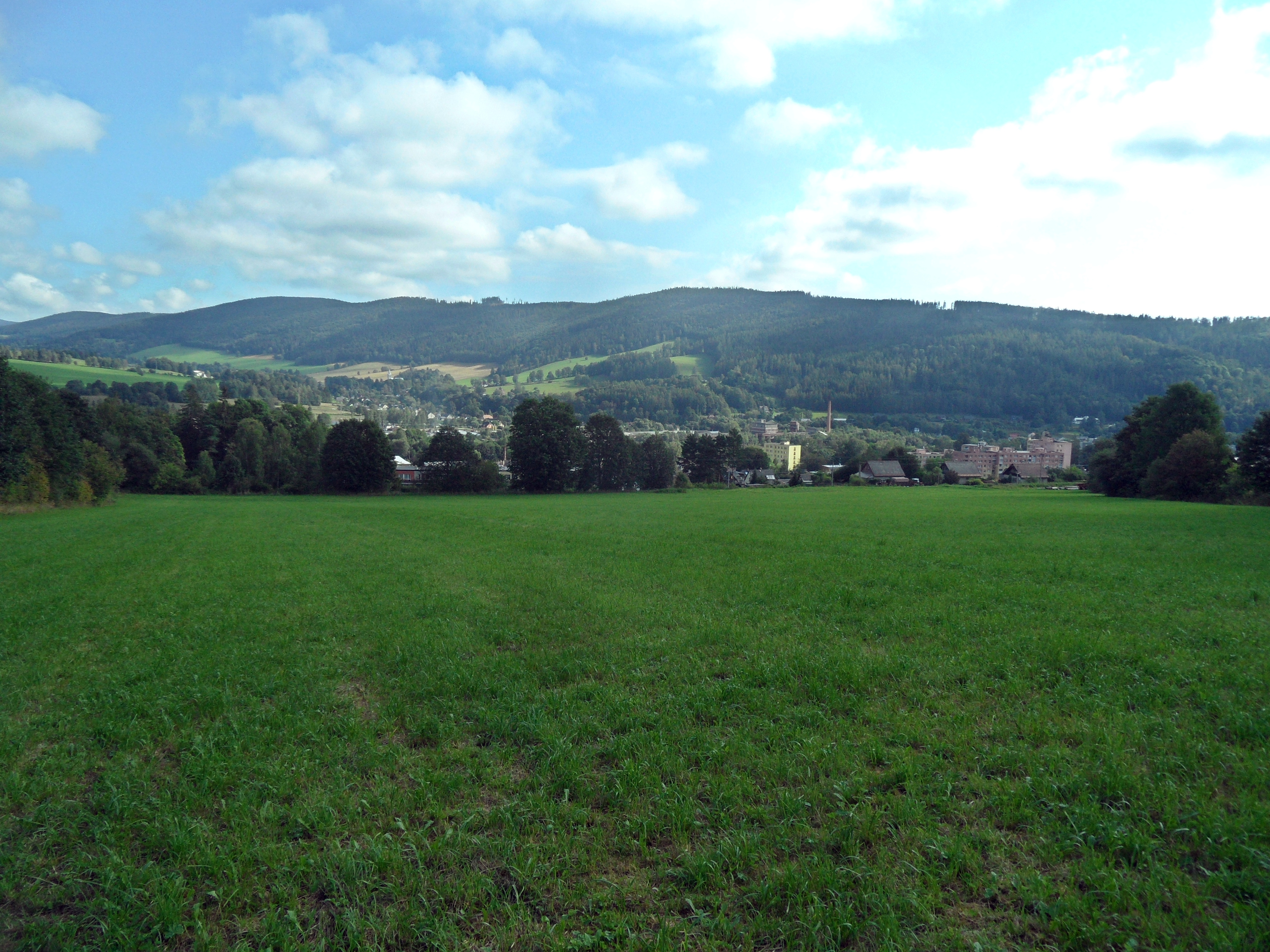
Výhled na Vrbno pod Pradědem
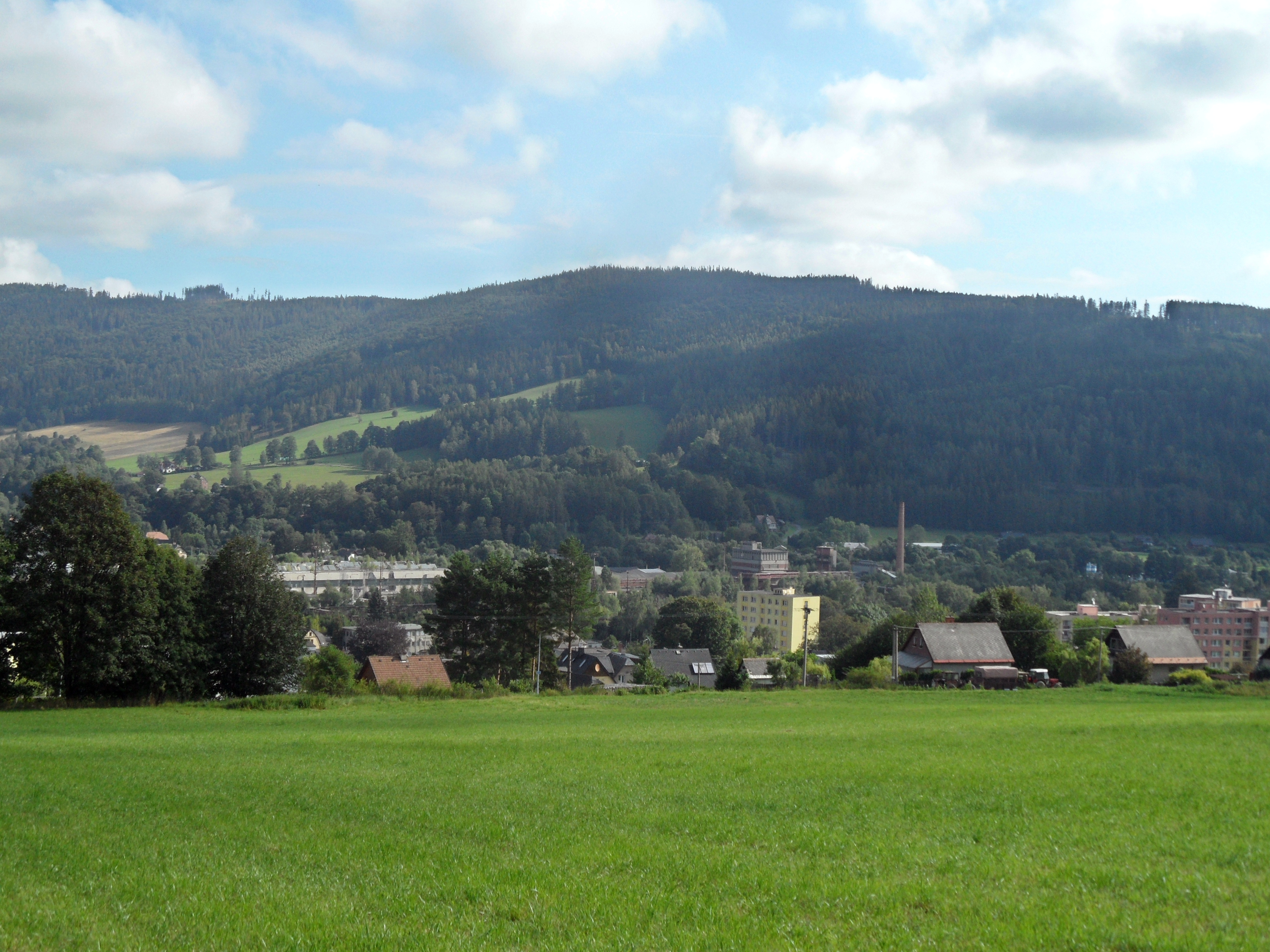
Výhled na Vrbno pod Pradědem, polodetail